# غريغ كوكس
غريغ كوكس (بالإنجليزية: Greg Cox)‏ هو لاعب كرة قدم أمريكية أمريكي، ولد في 6 يناير 1965 في نياجارا فولز في الولايات المتحدة.

## وصلات خارجية
- غريغ كوكس على موقع مرجع كرة القدم المحترفة.كوم (الإنجليزية)